# Krypteria
Krypteria é uma banda alemã de metal sinfônico. Fundada em 2001, lançou quatro álbuns de estúdio e um EP.
O Krypteria é uma das únicas bandas que já misturou gothic metal, power metal com pop, mas, atualmente, seu foco é realmente o gothic power metal, fato totalmente notado nos álbuns "Bloodangel's Cry" e "My Fatal Kiss".
A banda foi fundada em 2001 e, desde 2004, é liderada pela alema-coreana Ji-In Cho, porque, inicialmente, era intenção da banda utilizar diferentes vocalistas.

## Biografia
A banda foi criada em 2001, porque Chris Siemons, Frank Stumvoll e SC Kuschnerus queriam fazer um CD de fantasia. Na altura não tinham um vocalista permanente, pois a ideia era convidar vários cantores.
Em 2003 foi lançado o primeiro trabalho, intitulado Krypteria. Sensivelmente um ano depois, ocorreram, um pouco por toda a Índia, inundações. Uma estação de televisão alemã, a RTL, pediu-llhes para gravar o single Liberatio. Pouco depois, Ji-In Cho tornou-se na vocalista da banda.
Em 2005 foi apresentado o segundo álbum da banda, In Medias Res, que obteve alguma visibilidade. O  single Victoriam Speramus alcançou o número um dos tops.
No ano seguinte, é gravado o EP Evolution Principle, e é posteriormente apresentado aos já muitos fãs.
Em 2007 é apresentado o CD com mais sucesso da banda: Bloodangel's Cry.
Recentemente foi lançado o álbum All Beauty Must Die.

## Integrantes
| Nome            | Instrumento    | Foto |
| --------------- | -------------- | ---- |
| Ji-In Cho       | Vocais e piano |      |
| Chris Siemons   | Guitarra       |      |
| Frank Stumvoll  | Baixo          |      |
| S.C. Kuschnerus | Bateria        |      |

## Discografia
- Liberatio (2003)
- In Medias Res (2005)
- Evolution Principle (2006, EP)
- Bloodangel's Cry (2007)
- My Fatal Kiss (2009)
- All Beauty Must Die (2011)